# Józef Pachla

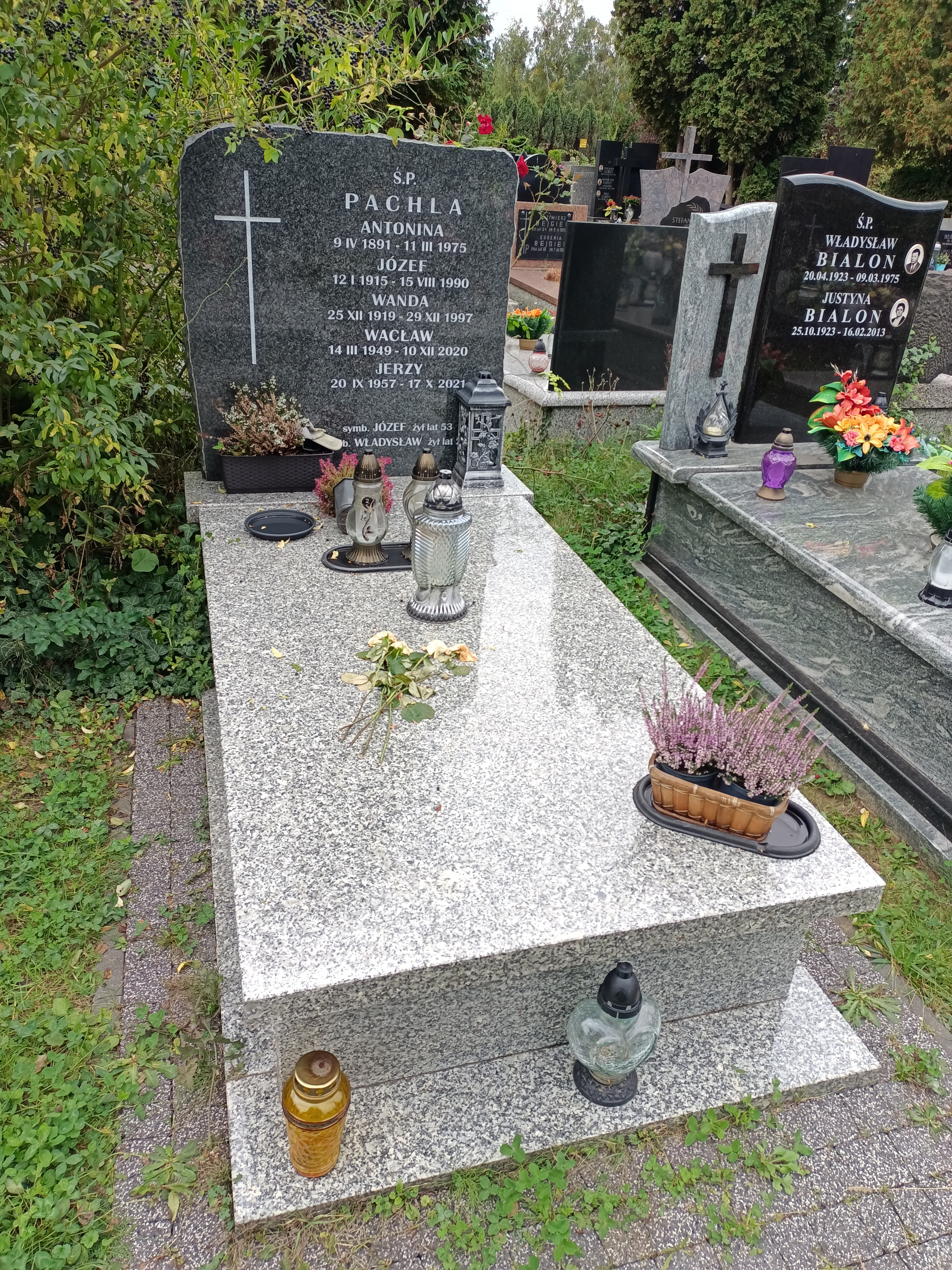
Grób Józefa Pachli na Cmentarzu Komunalnym Północnym w Warszawie

Józef Pachla (ur. 12 stycznia 1915 w Tarnawie Niżnej k. Lwowa, zm. 15 sierpnia 1990 w Warszawie) – polski trener koszykówki, w tym reprezentacji Polski kobiet i mężczyzn. W młodości mistrz Polski w koszykówce.

## Zawodnik
Sport rozpoczął uprawiać w klubie Metal Tarnów. Od 1935 był zawodnikiem Cracovii, z którą sięgnął po mistrzostwo Polski w koszykówce w 1938 oraz brązowy medal w 1937. W 1939 rozegrał dwa mecze w pierwszoligowej drużynie piłkarskiej Cracovii. 

## Trener
Został pierwszym trenerem męskiej reprezentacji Polski w koszykówce po II wojnie światowej. Poprowadził tę drużynę na mistrzostwach Europy w 1946, zajmując przedostatnie, dziewiąte miejsce, oraz w mistrzostwach Europy w 1947, zajmując szóste miejsce wśród czternastu drużyn. Przygotowywał reprezentację do występu na Igrzyska Olimpijskie w 1948, ale wobec słabych wyników sparingów drużyna została wycofana z igrzysk. W 1949 na stanowisku trenera reprezentacji zastąpił go Walenty Kłyszejko. Następnie w latach 1948-1952 trenował kobiecą drużynę Spójni Warszawa, z którą sięgnął czterokrotnie po mistrzostwo Polski (1948, 1949, 1951, 1952) i raz po wicemistrzostwo (1950). 
Od 1949 do 1972 był pracownikiem Katedry Gier Zespołowych Akademii Wychowania Fizycznego w Warszawie kierowanej przez Kłyszejkę. Od lat 50. prowadził kursy unifikacji metod szkolenia dla trenerów i instruktorów koszykówki. Zainicjował w 1952 powstanie kobiecej sekcji piłki ręcznej AZS-AWF Warszawa i w 1953 poprowadził ją do mistrzostwa Polski w odmianie 11-osobowej w 1953.
W 1956 wspomagał jako trener obserwator Floriana Grzechowiaka w czasie kobiecych mistrzostw Europy. Następnie w latach 1956-1957 przejściowo pracował z kobiecą kadrą koszykarek, ale bez występów w imprezach oficjalnych. Był kierownikiem działów metodyki szkolenia w Polskim Komitecie Olimpijskim, Polskiej Federacji Sportu, Głównym Komitecie Kultury Fizycznej i Turystyki (1962-1978). W latach 1973–1975 był kierownikiem wyszkolenia Polskiego Związku Kolarskiego.
Jego żoną była reprezentacyjna koszykarka Wanda Cichomska.
Został pochowany w grobie rodzinnym na Cmentarzu Komunalnym Północnym w Warszawie.